# Lema daturaphila
Espèce
Lema daturaphila, la « chrysomèle rayée de la pomme de terre », est une espèce d'insectes coléoptères de la famille des Chrysomelidae, de la sous-famille des Criocerinae connue pour être un déprédateur de certaines Solanaceae cultivées, dont la pomme de terre et la tomate.
Synonymes anciens : Lema trilineata (Olivier), Lema trilinea R. White.
C'est au stade adulte un insecte de forme allongée, de 7 à 8 mm de long, aux élytres jaune-orangé portant trois bandes sombres longitudinales.
L'hibernation se passe sous forme de nymphe dans le sol.
Aux États-Unis, les dégâts sur pomme de terre et tomate sont mineurs. Ils peuvent être sérieux sur les cultures de tomatilles (Physalis ixocarpa - nom actuel : Physalis philadelphica).